# Aleko Mulos
Aleko Mulos va ser el primer esportista turc a participar en els Jocs Olímpics.
Mulos, d'origen rum (grec), va participar en gimnàstica en els Jocs Olímpics de Londres 1908. El Baró de Coubertin, President del Comitè Olímpic Internacional coneix Mulos, estudiant del Liceu Galatasaray, i esportista, com a intèrpret en la seva visita a Istanbul el 1907 i en saber que és gimnasta el convida als Jocs Olímpics personalment. L'Imperi Otomà encara no té Comitè Olímpic Nacional. Quan Mulos és a Londres el 1908, es funda el Comitè. (l'Imperi participa tant en els Jocs Olímpics de 1908 com en els Jocs Olímpics d'Estocolm sota el nom de "Turquia".) Segons els investigadors esportius Bill Mahon i Ian Buchanan, Mulos va ser a Londres durant els Jocs, però no se sap segur si va competir.